# Сенки и мъгла
„Сенки и мъгла“ (на английски: Shadows and Fog) е комедия от 1991 година на режисьора Уди Алън.

## Сюжет
Внимание:  Текстът по-долу разкрива сюжета на произведението (или части от него)!
Клайнман е събуден от съня си от бдителна тълпа, която твърди, че търси сериен убиец и следователно се нуждае от помощта му. Хазяйката на Клайнман му дава торбичка с пипер да се защитава. Ирми е гълтачка на ножове и нейният приятел клоуна Пол са двойка циркови артисти, които се карат дали да се оженят и да имат бебе. Пол излиза и отива в друга палатка на цирка, където прави секс с Мари. Виждайки това, Ирми бяга в града, нямайки къде да спи тя е заведена от една проститутка в публичен дом. Ирми прави секс със студента Джак.
Клайнман посещава къщата на съдебния лекар и изпива чаша шери с него. Но след като си тръгва, съдебният лекар е убит от убиеца. Клайнман отива в полицейския участък, за да протестира срещу изгонването на местно семейство. Там полицията говори за убийството на съдебния лекар, като казва, че има следа за убиеца в пръстовите отпечатъци върху чашата шери. Паникьосан Клайнман среща Ирми в полицейския участък, която е арестувана в публичния дом за проституция. Тя протестира срещу това, че полицията я нарича „проститутка“ и в объркването Клейнман конфискува доказателствата. Ирми получава разрешение да напусне полицейското управление след глоба от 50 долара и тя се среща с Клайнман отвън. Заедно те започват да изследват града, виждайки различни сцени — мъж, надничащ в женската стая; гладуващи майка и дете; църква.
Клоунът Пол орива в града да търси Ирми. Той отива в бар, където студента Джак пие. Студентът разсъждава върху прекрасното преживяване, което е имал с „една гълтачка на мечове“, което шокира Пол. Клайнман и Ирми отиват на кея, но попадат в засада от бдителната тълпа, която намира чашата за шери в джоба на Клайнман. Мислейки, че той е убиецът, те решават да линчуват Ирми и Клайнман, но последният хвърля лютивия пипер в очите им и успяват да избягват.
Междувременно Ирми и Пол се срещат и в началото Пол е готов да убие Ирми за това, че е спала с друг мъж. Те прекъсват битката си, когато намират гладуваща жена убита и бебе да лежи на земята. Решават да задържат детето и да се върнат в цирка. Клайнман отива в публичния дом, за да търси Ирми, но не успява да я намери. Там той научава за цирка, който напуска града и решава да го последва. В цирка Клайнман среща магьосника Армстед, на когото много се възхищава. Убиецът пристига и се опитва да ги убие, но е осуетен от Армстед. Клайнман става асистент на Армстед в цирка, а Ирми и Пол продължават кариерата си като циркови артисти, докато отглеждат новооткритото си дете.

## В ролите
| Актьор         | Роля               |
| -------------- | ------------------ |
| Уди Алън       | Клайнман           |
| Мия Фароу      | Ирми               |
| Джон Малкович  | клоун              |
| Джон Кюсак     | Джак, студента     |
| Кати Бейтс     | проститутка        |
| Джоди Фостър   | Дори, проститутка  |
| Лили Томлин    | Джени, проститутка |
| Уилям Мейси    | Полицаят със Спиро |
| Джон Райли     | Полицай в участъка |
| Мадона         | Мари               |
| Кенет Марс     | фокусникът         |
| Доналд Плезънс | докторът           |
| Майкъл Кърби   | убиецът            |